# Burwash
Burwash – wieś w Anglii, w hrabstwie East Sussex, w dystrykcie Rother. Leży 67 km na południowy wschód od Londynu. W 2001 miejscowość liczyła 2511 mieszkańców.